# Wiklundita
La wiklundita és un mineral de la classe dels silicats. Rep el seu nom de Markus Wiklund (1969-) i Stefan Wiklund (1972-), uns col·leccionistes de minerals suecs ben coneguts, els quals van trobar el mineral de forma conjunta.

## Característiques
La wiklundita és un silicat de fórmula química Pb₂(Mn2+,Zn)₃(Fe3+,Mn2+)₂(Mn2+,Mg)19(As3+O₃)₂ (Si,As5+O₄)₆(OH)18Cl₆. Va ser aprovada com a espècie vàlida per l'Associació Mineralògica Internacional l'any 2105. Cristal·litza en el sistema trigonal. Es troba en forma d'agregats semblants a garbes, de fins a 1 mil·límetre de llarg, que comprenen cristalls fins i lleugerament doblegats en forma de llistons. Químicament és similar a l'hereroïta.

## Formació i jaciments
Va ser descoberta a Långban, al municipi de Filipstad (Värmland, Suècia), l'únic indret on ha estat descrita aquesta espècie mineral. Es troba en skarns rics en dolomita, on sol trobar-se associada a altres minerals com: tefroïta, parwelita, mimetita, plom, johnbaumita, jacobsita, filipstadita i barita.